# Regne de Chenla
El Regne de Chenla o de Txenla (xinès simplificat: 真臘; xinès tradicional: 真臘; pinyin: Zhēnlà; Wade-Giles: Chēn-là; khmer: ចេនឡា; vietnamita: Chân Lạp) és la designació xinesa de l'entitat política que va succeir el regne de Funan i va precedir l'imperi Khmer, entre finals del segle vi i fins a principis del IX, a la regió d'Indoxina. El nom encara era utilitzat durant el segle xiii per l'enviat xinès Zhou Daguan, autor de l'obra Els costums de Cambodja. Tot i així, la historiografia moderna adjudica el nom exclusivament al període que engloba des de finals del segle vi fins principis del IX. Actualment s'ha posat en dubte l'existència d'un regne unitari de "Chenla", prenent pès l'opció que els cronistes xinesos malinterpretecin la realitat geopolítica de la zona. La majoria dels historiadors moderns creu que "Chenla" era, en realitat, un seguit de petites i temporals confederacions de principats.
Tot i que la majoria de referències xineses sobre Chenla, inclosa la conquesta de Funan per part d'aquesta ("derivada de fonts molt dèbils"), han estat contestades des de la dècada de 1970, ja que aquestes han estat, en general, apunts localitzats en els annals xinesos, la Història de la dinastia xinesa Sui conté entrades d'un estat anomenat Chenla, vassall del regne de Funan, el qual havia enviat un ambaixador a la Xina el 616 o 617, quan el seu governant, Citrasena Mahendravarman, va conquerir Funan després que Chenla s'independitzés.
Tal com havia fet Funan amb anterioritat, Chenla va ocupar una posició estratègica, en el punt on les rutes comercials marítimes de l'indoesfera i l'esfera cultural de l'Àsia oriental convergeixen, resultant en una prolongada influència socioeconòmica i cultural, així com l'adopció del sistema epigràfic de les dinasties Pal·lava i Chalukya dek sud de l'Índia.
Els orígens de l'aristocràcia de Chenla, la qual Michael Vickery va anomenar "Caps Dângrêk", són foscos. Aquests prínceps eren originaris del nord i el sud de les muntanyes Dângrêk, deixant en aquella zona les restes epigràfiques més antigues de la regió, on s'hi poden veure registres geneològics que suggereixen un creixent domini polític. El primer príncep conegut que s'hi esmenta apareix en les primeres inscripcions. La inscripció en sànscrit de Vãl Kantél, a la província de Stung Treng, esmenta al dirigent Vīravarman, el qual, com suggereix el seu nom (el seu patronímic era Sārvabhauma), havia adoptat la idea del regnat diví i havia desenvolupat el concepte de Harihara, un déu hindú "que representa múltiples concepcions del poder". Els seus successors van seguir la seva tradició, convergint en la idea d'una correlació entre l'autoritat política i l'espiritual.
El Nou Llibre de Tang exposa que, poc després del 706, el país va dividir-se entre Chenla Terra i Chenla Aigua. Aquests noms volen dir dues mitats, nord i sud, que podrien referir-se com Chenla Superior (al nord) i Chenla Inferior (al sud). A finals del segle viii, Chenla Aigua s'havia convertit en un estat dependent de la talassocràtica dinastia de Shailendra, de Java, i de la ciutat estat de Srivijaya, de Sumatra. Els darrers dels reis de Chenla Aigua sembla que foren assassinats, i la regió incorporada a la monarquia javanesa, al voltant del 790. Chenla Terra va mantenir la seva integritat fins Jayavarman II, qui va proclamar l'imperi Khmer el 802.

## Llista de monarques
| Ordre | Rei              | Regnat     |
| 1     | Bhavavarman I    | c. 550–600 |
| 2     | Mahendravarman   | c. 600–616 |
| 3     | Isanavarman I    | 616–635    |
| 4     | Bhavavarman II   | 639–657    |
| 5     | Candravarman?    | ?          |
| 6     | Jayavarman I     | c. 657–690 |
| 7     | Queen Jayadevi   | 690–713    |
| 8     | Sambhuvarman     | 713–716    |
| 9     | Pushkaraksha     | 716–730    |
| 10    | Sambhuvarman     | c. 730–760 |
| 11    | Rajendravarman I | c. 760–780 |
| 12    | Mahipativarman   | c. 780–788 |